# Lone Hertz

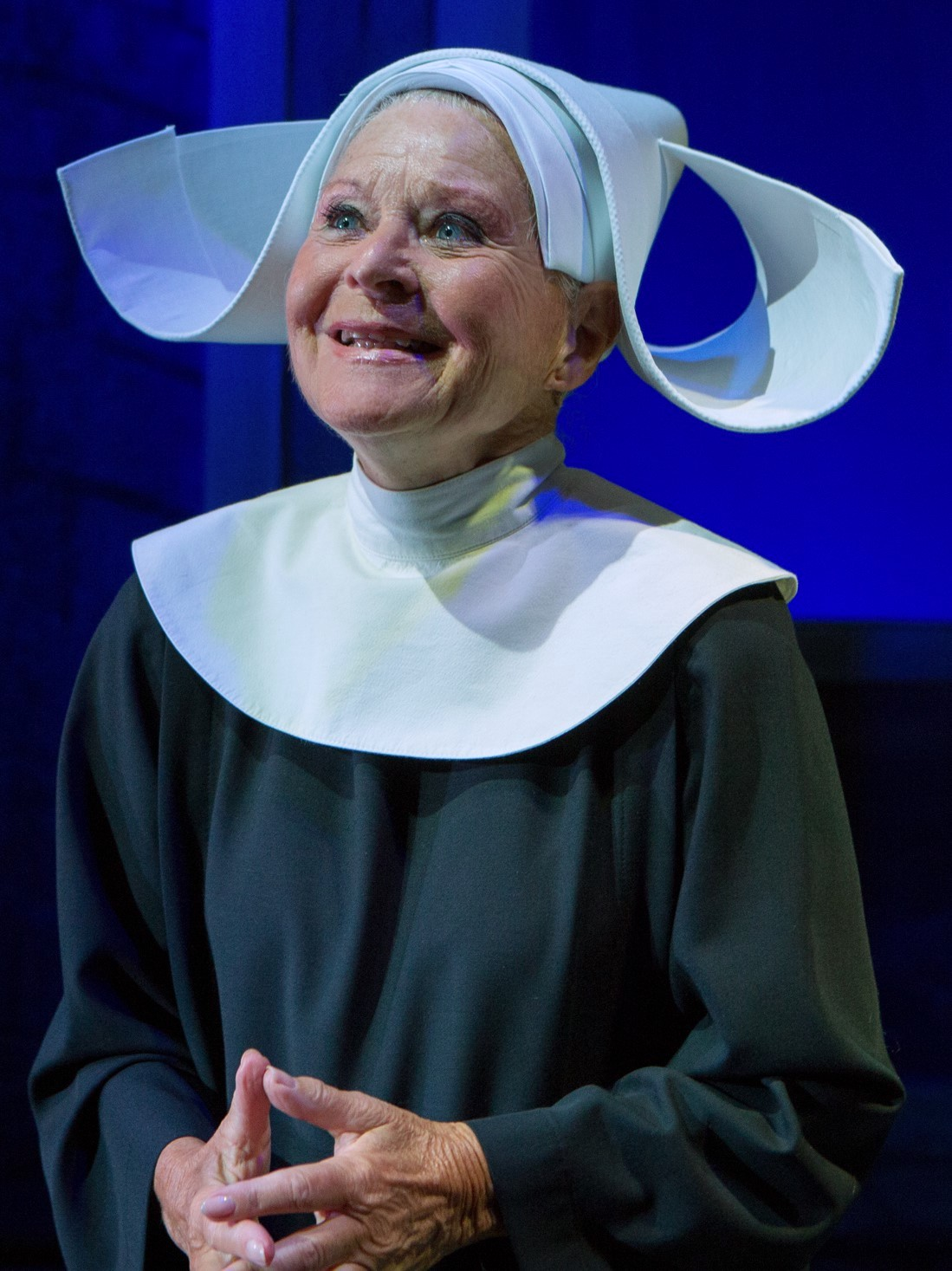
Lone Hertz als Priorin in Fräulein Nitouche (Frøken Nitouche) im Kopenhagener Folketeatret, 2016.

Lone Hertz (* 23. April 1939 in Kopenhagen) ist eine dänische Schauspielerin und Theaterdirektorin.

## Leben und Werk
Lone Hertz wuchs als Tochter des Großhändlers Bernhard Hertz (1908–2002) und Viola Aistrup (1911–1997) zusammen mit ihrer Schwester Helle Hertz (* 1943) in Kopenhagen auf. Aus der ersten Ehe ihrer Mutter stammt ihr Bruder Tony Rodian (1931–1995). Im Jahr 1943 flüchtete ihr Vater aufgrund seiner jüdischen Abstammung aus dem Besetzten Dänemark nach Schweden. Nach Kriegsende kehrte er wieder nach Dänemark zurück.
Hertz absolvierte nach ihrem Schulabschluss eine Schauspielausbildung. Zuvor war sie bereits an der Ballettschule des Königlichen Theater Kopenhagen tätig. Ihre erste Rolle hatte sie als 12-Jährige in dem Film Hold fingerne fra mor. Von 1951 bis 2016 wirkte Hertz in mehr als 60 Film-und-Fernsehproduktionen mit, darunter auch in Schwedischen Filmen. Im Laufe ihrer Karriere wurde sie dreimal als Beste Hauptdarstellerin mit dem Bodilausgezeichnet. Als Darstellerin auf der Bühne war sie am Folketeatret, Aarhus Teater, Odense Teater und am Königlichen Theater Kopenhagen als festes Ensemblemitglied engagiert.
Von 1980 bis 1982 leitete sie das im Jahr 1970 von Morten Grunwald gegründete Bristol-Theater. Von 1982 bis 1992 war sie Direktorin des Aveny-Theaters und von 1984 bis 1990 der Dänischen Schule für Darstellende Künste in Kopenhagen. Von 1988 bis 1991 war sie die Vorsitzende des dänischen Schauspielerverbandes. Hertz erhielt 1965 den Bodil in der Kategorie Beste Hauptdarstellerin und den Teaterpokalen. Im Jahr 1967 erhielt sie den damaligen Henkel-Preis. 2002 wurde Hertz mit dem Egholtprisen ausgezeichnet.
Aus einer kurzen Beziehung mit dem Regisseur und Theaterdirektor Stig Lommer (1907–1976) ging der Sohn Steen Stig Lommer hervor, welcher auch als Schauspieler und Theaterintendant tätig ist. Lone Hertz war von 1962 bis 1974 mit dem Schauspieler Axel Strøbye verheiratet. Aus der Ehe gingen ein Sohn (1966–2024) und eine Tochter (* 1968) hervor. Ihr Sohn erlitt als Säugling im Alter von zehn Monaten durch eine Impfung gegen Keuchhusten eine Hirnhautentzündung, was bei ihm zu einer dauerhaften Hirnschädigung und einer schweren Sprachbehinderung führte.
Aus ihrer zweiten Ehe mit dem Gastronomen Sven Erik Lindhardt (1942–2012) ging eine weitere Tochter (* 1978) hervor. Lone Hertz war einige Jahre lang mit dem Manager und Funktionär Lars Liebst liiert, dem Vorstandsvorsitzenden von TV 2.

## Filmografie (Auswahl)
- 1951: Mutti darf nicht heiraten (Hold fingrene fra mor)
- 1962: Das tosende Paradies (Det tossede paradis)
- 1963: Fräulein unberührt (Frøken Nitouche)
- 1964: Sommer i Tyrol
- 1968: Doktor Glas (Dr. Glas)
- 1972: Professor Bumskes Liebesschule (Takt og tone i himmelsengen)
- 1985: Engel in Sachen Liebe (Når engle elsker)